# بارزان حسن‌پور
بارزان حسن‌پور، فعال کمونیست ایرانی و از اعضای کنونی کمیته مرکزی کومله است.